# Norm Gratton
Norm Lionel Gratton (Kanada, Québec, LaSalle, 1950. december 22. – Montréal, Québec, 2010. december 10.) profi jégkorongozó.

## Karrier
Komolyabb junior karrierjét a QJHL-ben kezdte a Thetford Mines Canadiens csapatában 1967-ben de a következő évben már átkerült az OHA-s Montral Jr. Canadiensbe. Ebben az ifi csapatban egészen 1970-ig játszott és 1969-ben és 1970-ben megnyerték a Memorial-kupát. Az 1970-es NHL-amatőr drafton a New York Rangers választotta ki az első kör 11. helyén. Felnőtt pályafutását a CHL-es Omaha Knightsban kezdte rögtön a draft után. 1971-ben bemutatkozott az NHL-ben a Rangersben három mérkőzésen és ezután visszakerült az omahai alakulatba. Az 1972-es NHL Expansion Drafton az újonnan alapított Atlanta Flames választotta ki a Rangersből. 1972-ben 29 mérkőzést játszott az Atlantában majd újra leküldték az Omahába végül elcserélték a Buffalo Sabresbe. A Sabresben 1975. január 27-ig játszott mert ekkor a Minnesota North Stars megszerezte a játékjogát. A szezon hátralevő részét a North Starsban töltötte és a következő idény elejét is de ezután lekerült az American Hockey League-es New Haven Nighthawksba. 1977-ben vonult vissza az NAHL-es Maine Nordiquesből.

## Díjai
- J. Ross Robertson-kupa: 1969, 1970
- Memorial-kupa: 1969, 1970
- Adams-kupa: 1971
- CHL Második All-Star Csapat: 1972